# تور پابرهنه
تور پابرهنه (به اسپانیایی: Tour Pies Descalzos) اولین تور کنسرت خواننده و ترانه‌سرا کلمبیایی شکیرا بود که در سال‌های ۱۹۹۶ و ۱۹۹۷ برگزار شد.
در طول تور، شکیرا از بیشتر کشورهای آمریکای لاتین بازدید کرد. این نمایش در مکزیکو سیتی بیش از ۱۰ هزار طرفدار را به خود جلب کرد. این کنسرت در اکوادور فیلمبرداری شد و از تلویزیون ملی پخش شد.

## فهرست مجموعه
1. "Vuelve"
2. "Quiero"
3. "Un Poco De Amor"
4. "Te Espero Sentada"
5. «پاهای برهنه، رویاهای سفید»
6. "Pienso En Tí"
7. «گلچین ادبی»
8. «چیزی که می‌خواهد، می‌کشدش»
9. "Te Necesito"
10. «من اینجا هستم»

اجرای افزوده
1. "Magia"
2. "Tú Serás La Historia De Mi Vida"
3. «کجا هستی، عشق؟»